# Grevillea hookeriana

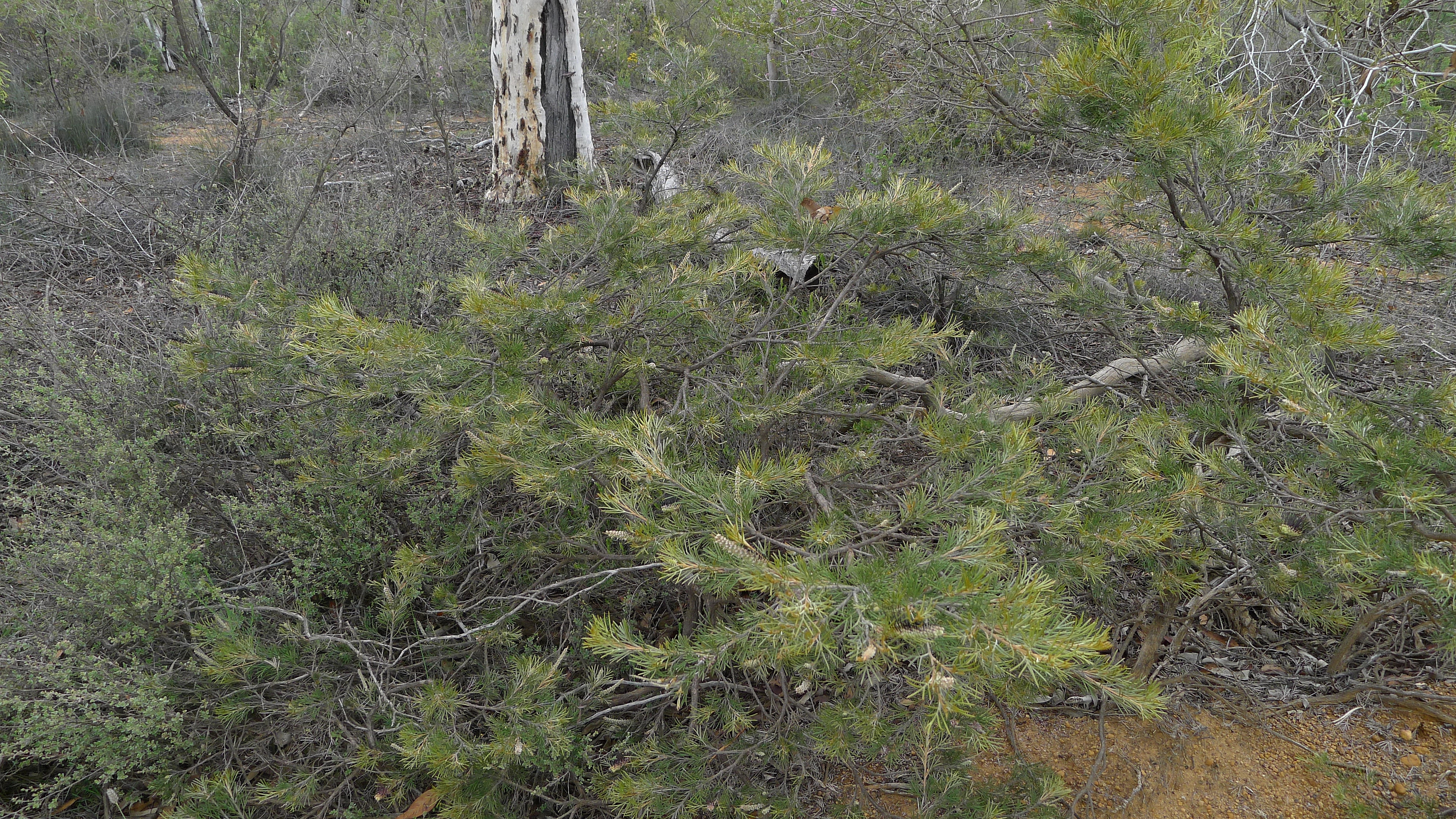
Hábito na Reserva Natural de Boyagin Rock.

A Grevillea hookeriana é uma espécie de planta com flor da família Proteaceae e é endêmica do sudoeste da Austrália Ocidental. É um arbusto que se espalha até ficar ereto, geralmente com folhas lineares ou folhas profundamente divididas com lóbulos lineares e grupos de flores vermelhas, pretas ou verde-amareladas em forma de escova de dentes, com o estilete que varia do marrom ao preto.

## Descrição
A Grevillea hookeriana é um arbusto que se espalha e fica ereto, atingindo normalmente de 0,5 a 2,5 m de altura e até 4 m de largura. Suas folhas têm de 10 a 135 mm de comprimento, às vezes são lineares e têm de 0,6 a 2,6 mm de largura, ou profundamente divididas com até nove lóbulos lineares de 0,8 a 1,9 mm de largura. As folhas ou lóbulos lineares são bem pontiagudos, com as bordas enroladas para baixo, obscurecendo a maior parte da superfície inferior. As flores estão dispostas em grupos em forma de escova de dentes em uma ráquis de 25 a 80 mm de comprimento e são sedosas a peludas, vermelhas, pretas ou verde-amareladas; o pistilo tem 18 a 21,5 mm de comprimento. O fruto é um folículo peludo com 12 a 18 mm de comprimento.

## Taxonomia
A Grevillea hookeriana foi descrita formalmente pela primeira vez em 1845 por Carl Meissner na obra Plantae Preissianae [en] de Johann Georg Christian Lehmann a partir de espécimes coletados por James Drummond [en] perto do rio Swan. O epíteto específico (hookeriana) homenageia William Jackson Hooker e provavelmente também seu filho Joseph Dalton Hooker.
Em 2000, Robert Owen Makinson [en] descreveu três subespécies de G. hookeriana na série de livros Flora of Australia e os nomes são aceitos pelo Censo Australiano de Plantas [en]:
- Grevillea hookeriana subsp. apiciloba (F.Muell.) Makinson[8] é um arbusto que se espalha de 0,5 a 1,5 m de altura, com folhas estreitas em forma de cunha de 35 a 100 mm de comprimento, com cinco a dez dentes de 5 a 30 mm de comprimento e um dente de 0,20 a 1,18 pol. de comprimento e 1-2 mm de largura, as flores geralmente verde-amareladas a acinzentadas com um estilete rosa ou avermelhado, florescendo principalmente de julho a outubro;[9][10]

- Grevillea hookeriana subsp. digitata (F.Muell.) Makinson[11] é um arbusto que se espalha por até 2 m de altura, com folhas estreitas em forma de cunha de 10 a 20 mm de comprimento, com cinco a nove dentes de 3 a 6 mm de comprimento e 1,2 a 24 pol. de comprimento e 1,2 a 2 pol. de largura, as flores geralmente verde-amareladas a marrom-acinzentadas com um estilete preto-arroxeado ou marrom escuro com uma ponta verde, florescendo na maioria dos meses com um pico de agosto a novembro;[12][13]

- Grevillea hookeriana Meisn. subsp. hookeriana[14] é um arbusto de 1,5-2,5 m de altura com folhas lineares de 35-135 mm de comprimento e 1-2 mm de largura, ou profundamente divididas com três a nove lóbulos lineares de 30-70 mm de comprimento e 2-2,8 pol. de largura, ou profundamente divididas com três a nove lóbulos lineares de 30-70 mm de comprimento e 2-2,8 pol. de largura. As flores são verde-amareladas a marrom-acinzentadas, rosadas ou avermelhadas com um estilete preto-arroxeado, marrom escuro, vermelho ou amarelo com uma ponta verde, florescendo de maio a novembro.[15][16]

A subespécie hookeriana é variável e quatro formas podem ser distinguidas, com intermediários frequentes.

## Distribuição e habitat
A Grevillea hookeriana é muito comum no sudoeste do Austrália Ocidental, onde cresce em charnecas ou arbustos, principalmente entre Three Springs [en], Mount Churchman (perto da Reserva Natural de Karroun Hill [en]), Coolgardie [en] e Katanning [en]. A subespécie apiciloba é encontrada principalmente no centro da área de distribuição da espécie, a subespécie digitata no noroeste da área de distribuição da espécie e a subespécie hookeriana na área entre Coorow [en], Katanning, Newdegate [en] e Merredin [en].

## Status de conservação
A Grevillea hookeriana está listada como espécie pouco preocupante na Lista Vermelha de Espécies Ameaçadas da IUCN. Todas as três subespécies estão listadas como “não ameaçadas” pelo Departamento de Biodiversidade, Conservação e Atrações do Governo da Austrália Ocidental.
Essa espécie tem uma distribuição ampla, onde é localmente comum, e a população da espécie como um todo é geralmente estável. Embora o desmatamento para a agricultura tenha reduzido grande parte de sua distribuição, ela ocorre dentro de várias áreas protegidas e grandes áreas de sua distribuição não foram afetadas pelo desmatamento.

## Uso na horticultura
Uma cultivar conhecida como G. 'Red Hooks' (muitas vezes chamada erroneamente de G. hookeriana ou G. hookerana) é cultivada há muitos anos. Trata-se de um híbrido de G. hookeriana e G. tetragonoloba [en]. A G. hookeriana é relativamente rara no cultivo e menos vigorosa que a cultivar. Ela é mais adequada para um clima onde os verões são secos. Ela requer boa drenagem e prefere uma posição ensolarada ou parcialmente sombreada e tem resistência moderada à geada. A propagação é feita a partir de estacas semi-maduras ou sementes.

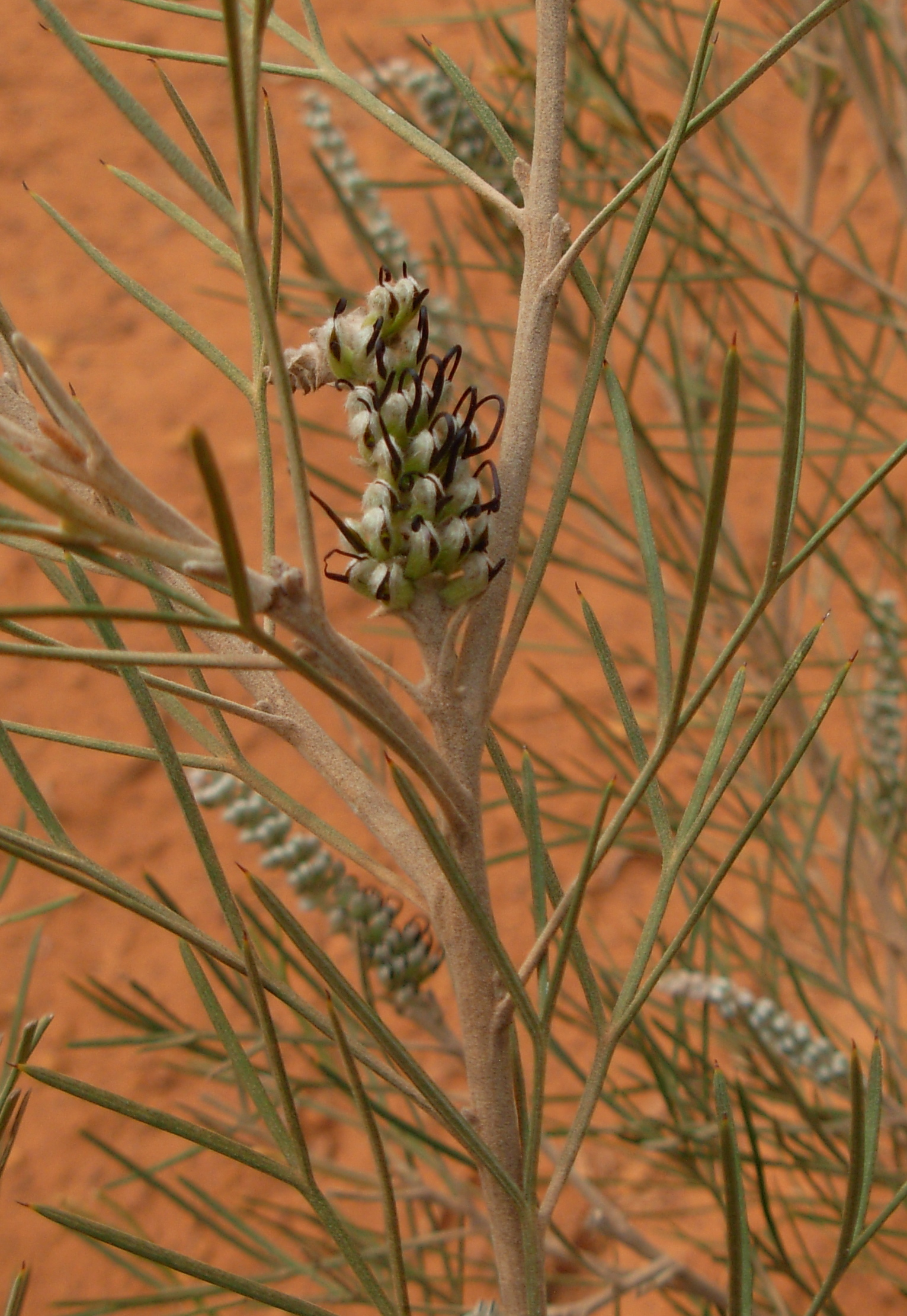
Forma preta perto de Goomalling [en]
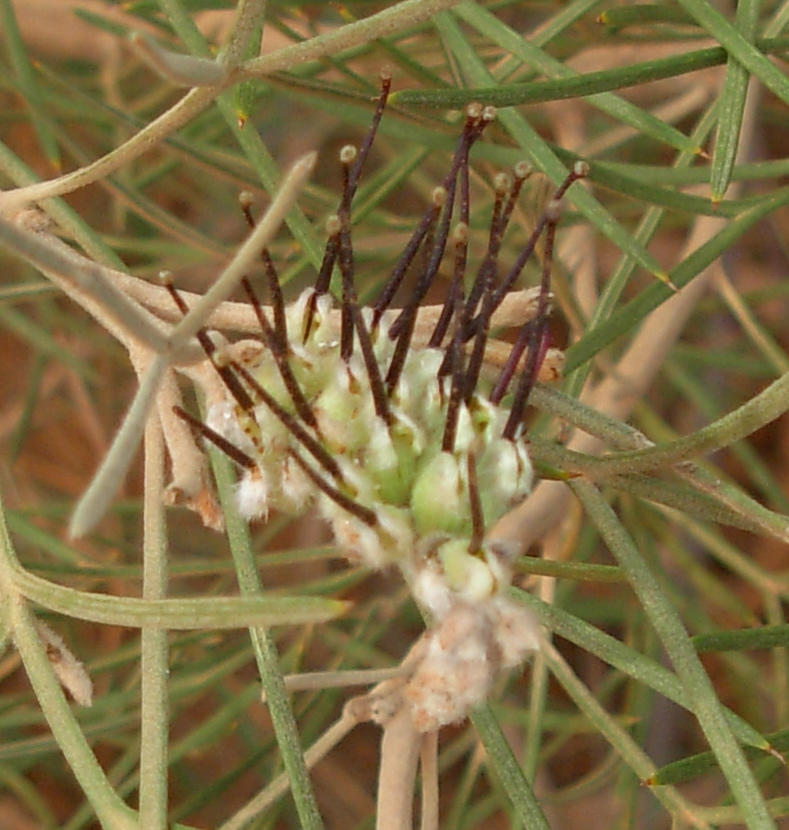
Forma preta, detalhe da flor perto de Northam [en]
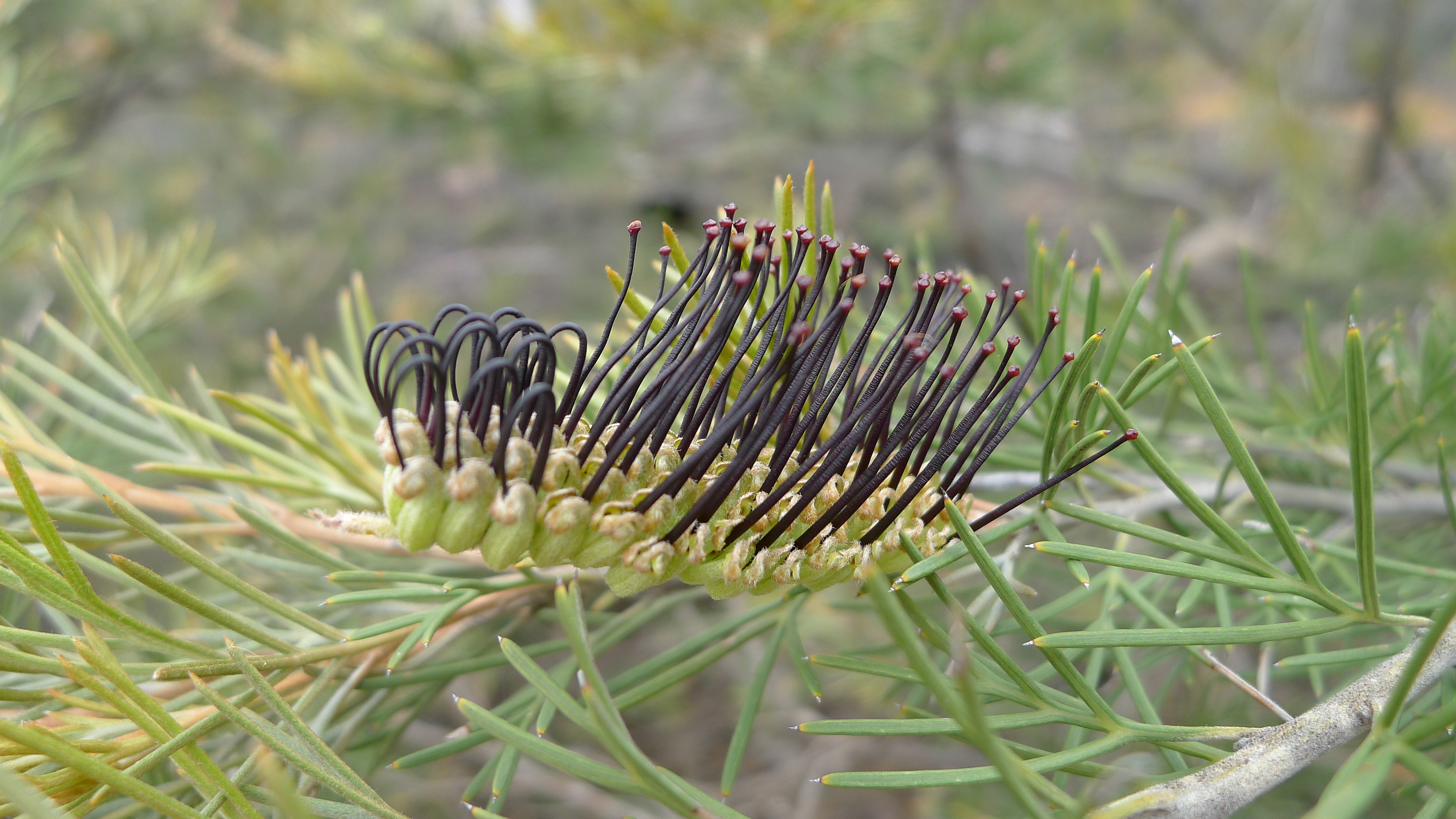
Forma negra na Reserva Natural de Boyagin Rock